# Max Bense
Max Bense (Strasbourg, 7 de fevereiro de  1910 – Stuttgart, 29 de abril de 1990) foi um filósofo, escritor  e ensaísta alemão.
Ficou conhecido pelos seus trabalhos em filosofia da ciência, lógica, estética e  semiótica, sendo um dos teóricos da Poesia concreta

## Filosofia

### Matemática na arte e na linguagem
Já em sua primeira publicação, "Raum und Ich" ("Espaço e Ego"; 1934), Bense combinou filosofia teórica com matemática, semiótica e estética; esta permaneceu sua ênfase temática. Pela primeira vez, ele formulou uma estética racional, que define os componentes da linguagem – palavras, sílabas, fonemas – como um repertório de linguagem estatística, e que se opõe à literatura que se baseia no sentido. Por outro lado, Bense estudou o conceito de estilo, que aplicou à matemática – seguindo a Mathesis Universalis de Gottfried Wilhelm Leibniz –, projetando uma linguagem de marcação universal. "Die Mathematik in der Kunst" ("Matemática na Arte"; 1949) foi seu ponto de partida para investigar os princípios matemáticos da forma na história da arte. A partir disso, Bense desenvolveu uma perspectiva de ver o espírito matemático nas obras de arte literária, especialmente na métrica e no ritmo. O pensamento de Bense assumiu a correlação de uma consciência matemática e linguística, que têm uma origem comum e cresceram em modos complementares de pensamento. Ele considerou as estruturas atomísticas dos modos linguísticos serem equivalentes. Usando elementos básicos não interpretáveis (caracteres) e regras ou operadores, essas formas dão significado, transmitem informações e tornam possível a linguagem estilisticamente formada. Ele considerou que as informações estéticas e semânticas são geralmente separadas e não podem ser definidas até que sejam usadas. Esta foi a primeira integração alemã da obra de Ludwig Wittgenstein no campo da estética.
Parte do conhecimento de Bense é baseado nas investigações do matemático americano George David Birkhoff. Assim, alguns termos como "redundância" e "entropia" devem ser equiparados a "Ordnungsmaß" e "Materialverbrauch" (consumo de material) da pesquisa estética de Birkhoff.

### Tecnologia e ética
Bense considerou a destruição do mundo social e intelectual da classe média desde o início do século XX um paralelo à destruição do conceito de ser na filosofia. Ele viu o mundo natural substituído por um artificial. Como precursor da era do computador, Bense pensou nas contrapartes técnicas da existência humana; ao contrário de muitos de seus contemporâneos, ele considerava as máquinas como puros produtos da inteligência humana, tendo como base algoritmos, mas logo colocou questões éticas, que só foram discutidas na ética da tecnologia décadas depois. Suas visões pragmáticas da tecnologia, influenciadas por Walter Benjamin, que não acreditavam nem no progresso nem na sua rejeição, trouxeram-lhe a crítica de Theodor W. Adorno – e novamente o colocou no papel da oposição.

### Análise estrutural da linguagem
Inspirado na neurociência, na informática e na ocupação com máquinas de calcular eletrônicas, mas também no conceito de jogo de linguagem de Wittgenstein, Bense tentou colocar em perspectiva ou estender a visão tradicional da literatura. Nisso, ele foi um dos primeiros filósofos da cultura que integrou as possibilidades técnicas do computador em seus pensamentos e as investigou além das fronteiras disciplinares. Ele analisou estatisticamente e topologicamente fenômenos linguísticos, submetendo-os a questões de semiótica, teoria da informação e teoria da comunicação usando estruturas estruturalistas. abordagens. Assim, Bense se tornou o primeiro teórico da poesia concreta, que foi iniciado por Eugen Gomringer em 1953, e encorajou, por exemplo, Helmut Heißenbüttel, Claus Bremer, Reinhard Döhl, Ludwig Haring e Franz Mon a realizar mais experimentos, e também influenciou Ernst Jandl na desconstrução da linguagem (ver também Stuttgarter Gruppe/Schule ).

### Discussão com escritores
Em seu trabalho com literatura e linguagem literária, Bense não se contentou apenas com considerações teóricas; teve contato próximo com autores como Alfred Andersch e Arno Schmidt. Suas construções de analogia com as artes visuais trouxeram grandes contribuições para a compreensão do cubismo e do dadaísmo.

### Compreensão da ciência
Como teórico da ciência, Bense representou o conceito intelectual sintético, onde o humanismo clássico e a tecnologia moderna se complementam construtivamente. A partir desse conceito de ciência, ele esperava um conhecimento progressivo, que deve ser sempre escrutinado eticamente, e ao mesmo tempo, para a prevenção do retrocesso. Por isso, Bense defendeu a iluminação e se colocou nessa tradição.
Depois de 1984, Max Bense aplicou suas teorias de arte visual à mídia de tela. Por isso, os primeiros pensamentos dos estudos de mídia sobre a internet, especialmente o conceito de poesia digital, podem ser rastreados até Bense.

## Publicações
- Raum und Ich. Eine Philosophie über den Raum. Luken & Luken, Berlim 1934
- Aufstand des Geistes. Eine Verteidigung der Erkenntnis. Deutsche Verlags-Anstalt, Stuttgart 1935
- Anti-Klages oder Von der Würde des Menschen. Niekisch, Berlim 1937
- Kierkegaard-Brevier. Insel, Leipzig 1937
- Quantenmechanik und Daseinsrelativität. Eine Untersuchung über die Prinzipien der Quantenmechanik und ihre Beziehung zu Schelers Lehre von der Daseinsrelativität der Gegenstandsarten. Welzel, Colônia 1938
- Vom Wesen deutscher Denker oder Zwischen Kritik und Imperativ. Oldenbourg, Munique/Berlim 1938
- Die abendländische Leidenschaft oder Zur Kritik der Existenz. Oldenbourg, Munique/Berlim 1938
- Geist der Mathematik. Abschnitte aus der Philosophie der Arithmetik und Geometrie. Oldenbourg, Munique/Berlim 1939
- Aus der Philosophie der Gegenwart. Staufen, Colônia 1940
- Einleitung in die Philosophie. Eine Einübung des Geistes. Oldenbourg, Munique 1941
- Sören Kierkegaard. Leben im Geist. Hoffmann und Campe, Hamburg 1942
- Physikalische Welträtsel. Ein Buch von Atomen, Kernen, Strahlen und Zellen. Staufen, Colônia 1942
- Briefe großer Naturforscher und Mathematiker. Staufen, Colônia 1943
- Das Leben der Mathematiker. Bilder aus der Geistesgeschichte der Mathematik. Staufen, Colônia 1944
- Über Leibniz. Leibniz und seine Ideologie. Der geistige Mensch und die Technik. Rauch, Jena 1946
- Konturen einer Geistesgeschichte der Mathematik. Die Mathematik und die Wissenschaften. (2 volumes) Claassen & Goverts, Hamburg 1946-1949
- Philosophie als Forschung. Staufen, Colônia 1947
- Umgang mit Philosophen. Essays. Staufen, Colônia 1947
- Hegel und Kierkegaard. Eine prinzipielle Untersuchung. Staufen, Colônia 1948
- Von der Verborgenheit des Geistes. Habel, Berlim 1948
- Was ist Existenzphilosophie?. Butzon & Bercker, Kevelaer 1949
- Moderne Naturphilosophie. Butzon & Bercker, Kevelaer 1949
- Technische Existenz. Essays. Deutsche Verlags-Anstalt, Stuttgart 1949
- Geschichte der Wissenschaften in Tabellen. Butzon&Bercker, Kevelaer 1949
- Literaturmetaphysik. Der Schriftsteller in der technischen Welt. Deutsche Verlags-Anstalt, Stuttgart 1950
- Ptolemäer und Mauretanier oder Die theologische Emigration der deutschen Literatur. Kiepenheuer & Witsch, Colônia/Berlim 1950
- Was ist Elektrizität? Butzon & Bercker, Kevelaer 1950
- Die Philosophie. Suhrkamp, Frankfurt/Main 1951
- Plakatwelt. Vier Essays. Deutsche Verlags-Anstalt, Stuttgart 1952
- Die Theorie Kafkas. Kiepenheuer & Witsch, Colônia/Berlim 1952
- Der Begriff der Naturphilosophie. Deutsche Verlags-Anstalt, Stuttgart 1953
- Aesthetica (I). Metaphysische Beobachtungen am Schönen. Deutsche Verlags-Anstalt, Stuttgart 1954
- Descartes und die Folgen (I). Ein aktueller Traktat. Agis, Krefeld/Baden-Baden 1955
- Aesthetica (II). Aesthetische Information. Agis, Baden-Baden 1956
- Rationalismus und Sensibilität. Präsentationen. (Mit Elisabeth Walther) Agis, Krefeld/Baden-Baden 1956
- Aesthetica (III). Ästhetik und Zivilisation. Theorie der ästhetischen Zivilisation. Agis, Krefeld/Baden-Baden 1958
- Kunst und Intelligenz als Problem der Moderne. Kulturamt, Dortmund 1959
- Aesthetica (IV). Programmierung des Schönen. Allgemeine Texttheorie und Textästhetik. Agis, Krefeld/Baden-Baden 1960
- Grignan-Serie. Beschreibung einer Landschaft. Der Augenblick, Stuttgart 1960
- Descartes und die Folgen (II). Ein Geräusch in der Straße. Agis, Krefeld/Baden-Baden 1960
- Die Idee der Politik in der technischen Welt. Kulturamt, Dortmund 1960
- aprèsfiche für uns hier und für andere von Max Bense. Werbung für „Rheinlandschaft“. Burkhardt, Stuttgart 1961
- Bestandteile des Vorüber. Dünnschliffe Mischtexte Montagen. Kiepenheuer & Witsch, Colônia 1961
- Rosenschuttplatz. (With Clytus Gottwald) Mayer, Stuttgart 1961
- Reste eines Gesichtes. (With Karl-Georg Pfahler). Mayer, Stuttgart 1961
- Entwurf einer Rheinlandschaft. Kiepenheuer & Witsch, Colônia/Berlim 1962
- theorie der texte. Eine Einführung in neuere Auffassungen und Methoden. Kiepenheuer & Witsch, Colônia 1962
- Die präzisen Vergnügen. Versuche und Modelle. Limes, Wiesbaden 1964
- Aesthetica. Einführung in die neue Aesthetik. Agis, Baden-Baden 1965
- Zufällige Wortereignisse. Mayer, Stuttgart 1965
- Brasilianische Intelligenz. Eine cartesianische Reflexion. Limes, Wiesbaden 1965
- jetzt. Mayer, Stuttgart 1965
- tallose berge. Mayer, Stuttgart 1965
- Ungehorsam der Ideen. Abschließender Traktat über Intelligenz und technische Welt. Kiepenheuer & Witsch, Colônia/Berlim 1965
- zusammenfassende grundlegung moderner ästhetik. galerie press, St. Gallen 1966
- Epische Studie zu einem epikureischen Doppelspiel. Hake, Colônia 1967
- Die Zerstörung des Durstes durch Wasser. Einer Liebesgeschichte zufälliges Textereignis. Kiepenheuer & Witsch, Colônia 1967
- Semiotik. Allgemeine Theorie der Zeichen. Agis, Baden-Baden 1967
- kleine abstrakte ästhetik. edition rot, Stuttgart 1969
- Einführung in die informationstheoretische Ästhetik. Grundlegung und Anwendung in der Texttheorie. Rowohlt, Reinbek 1969
- Der Monolog der Terry Jo. (With Ludwig Harig) In: Klaus Schöning (Ed.): Neues Hörspiel. Texte. Partituren. Suhrkamp, Frankfurt/Main 1969, pp. 59-91
- Artistik und Engagement. Präsentation ästhetischer Objekte. Kiepenheuer & Witsch, Colônia 1970
- Existenzmitteilung aus San Franzisko. Hake, Colônia 1970
- nur glas ist wie glas. werbetexte. Fietkau, Berlim 1970
- Die Realität der Literatur. Autoren und ihre Texte. Kiepenheuer & Witsch, Colônia 1971
- Zeichen und Design. Semiotische Ästhetik. Agis, Baden-Baden 1971
- Wörterbuch der Semiotik. (With Elisabeth Walther) Kiepenheuer & Witsch, Colônia 1973
- Semiotische Prozesse und Systeme in Wissenschaftstheorie und Design, Ästhetik und Mathematik. Semiotik vom höheren Standpunkt. Agis, Baden-Baden 1975
- Vermittlung der Realitäten. Semiotische Erkenntnistheorie. Agis, Baden-Baden 1976
- Das Auge Epikurs. Indirektes über Malerei. Deutsche Verlags-Anstalt, Stuttgart 1979
- Die Unwahrscheinlichkeit des Ästhetischen und die semiotische Konzeption der Kunst. Agis, Baden-Baden 1979
- Axiomatik und Semiotik in Mathematik und Naturerkenntnis. Agis, Baden-Baden 1981
- Zentrales und Occasionelles. Poetische Bemerkungen. Edition Künstlerhaus, Stuttgart 1981
- Das Universum der Zeichen. Essays über die Expansionen der Semiotik. Agis, Baden-Baden 1983
- Das graue Rot der Poesie. Gedichte. Agis, Baden-Baden 1983
- Kosmos Atheos. Gedichte. Agis, Baden-Baden 1985
- Repräsentation und Fundierung der Realitäten. Fazit semiotischer Perspektiven. Agis, Baden-Baden 1986
- Nacht-Euklidische Verstecke. Poetische Texte. Agis, Baden-Baden 1988
- Poetische Abstraktionen. Gedichte und Aphorismen. Manus Presse, Stuttgart 1990
- Der Mann, an den ich denke. Ein Fragment. (de suas obras inéditas, ed. por Elisabeth Walther) ed. rot, Stuttgart 1991
- Die Eigenrealität der Zeichen. (de seus trabalhos inéditos, editados por Elisabeth Walther) Agis, Baden-Baden 1992